# 山吉長盛
山吉 長盛（やまよし ながもり）は、南北朝時代の武士。『山吉家家譜』や『北越雑記』の「三条城主一覧」など江戸時代中期以降に編纂された後世史料に登場する。『山吉家家譜』には長久の子長守として記載されている。

## 生涯
『山吉家家譜』や系譜を元に編纂された『北越雑記』によれば、当時既に三条城（三条市）に拠し、父・山吉長久の北朝方への寝返りによって上杉氏の被官となったとされる。系譜によれば、長盛（長守）の生母は長尾氏で、二人の姉は長尾氏に嫁ぎ、上杉氏主従と友好関係を持ったという。
ただし、山吉家の系譜類はすべて江戸時代に編纂され、例えば『三条市史上巻』では、戦国時代に活躍した山吉豊守以前の系譜は信用できないとする。長尾氏との関係の発端も明らかとされておらず、確実な史料に登場する山吉行盛までは山吉氏の実態は不明とされる。